# Samuel Beckett Bridge
Samuel Beckett Bridge (irl. Droichead Samuel Beckett) – most w Dublinie wybudowany w 2009 roku. Jest to most wantowy z możliwością obrotu jednego z przęseł o kąt 90 stopni, pozwala to na przepuszczanie statków, które są zbyt duże, by mogły przepływać pod przęsłem nisko położonym nad lustrem wody. Most ma 123 metry długości, jest podtrzymywany przez 31 kabli podwieszonych do 46-metrowego pylonu. Został zaprojektowany przez hiszpańskiego architekta Santiago Calatravę, który zaprojektował także James Joyce Bridge otwarty kilka lat wcześniej. Mostowi nadano imię Samuela Becketta – irlandzkiego noblisty pochodzącego z Dublina, natomiast jego kształt nawiązuje do harfy – symbolu Irlandii. Most łączy dwa brzegi, które oddziela od siebie rzeka Liffey.
Oficjalne otwarcie nastąpiło 10 grudnia 2009 roku przez burmistrzynię Dublina Emer Costello. Koszt budowy oszacowano na kwotę 60 milionów euro.

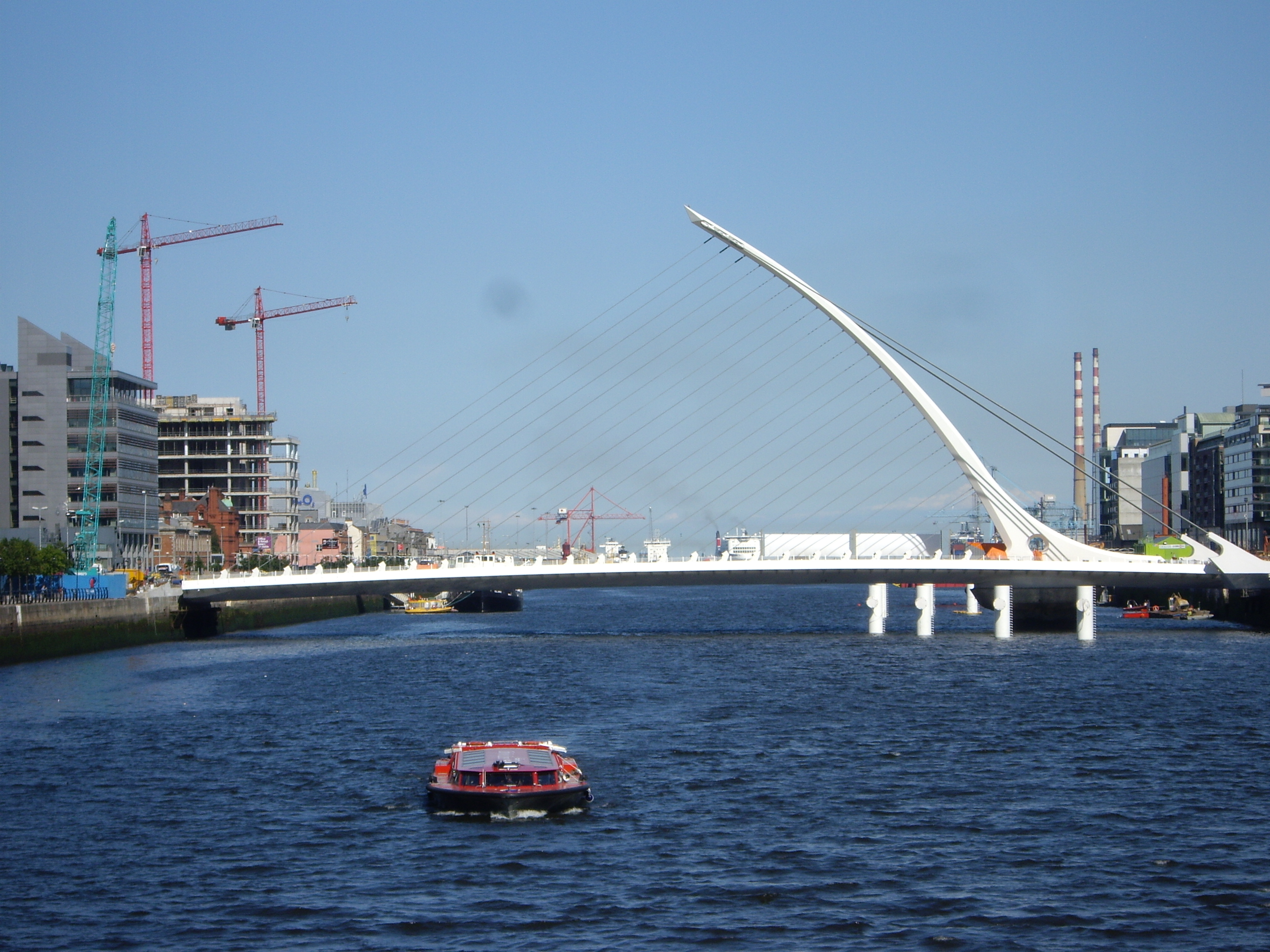
Panorama mostu
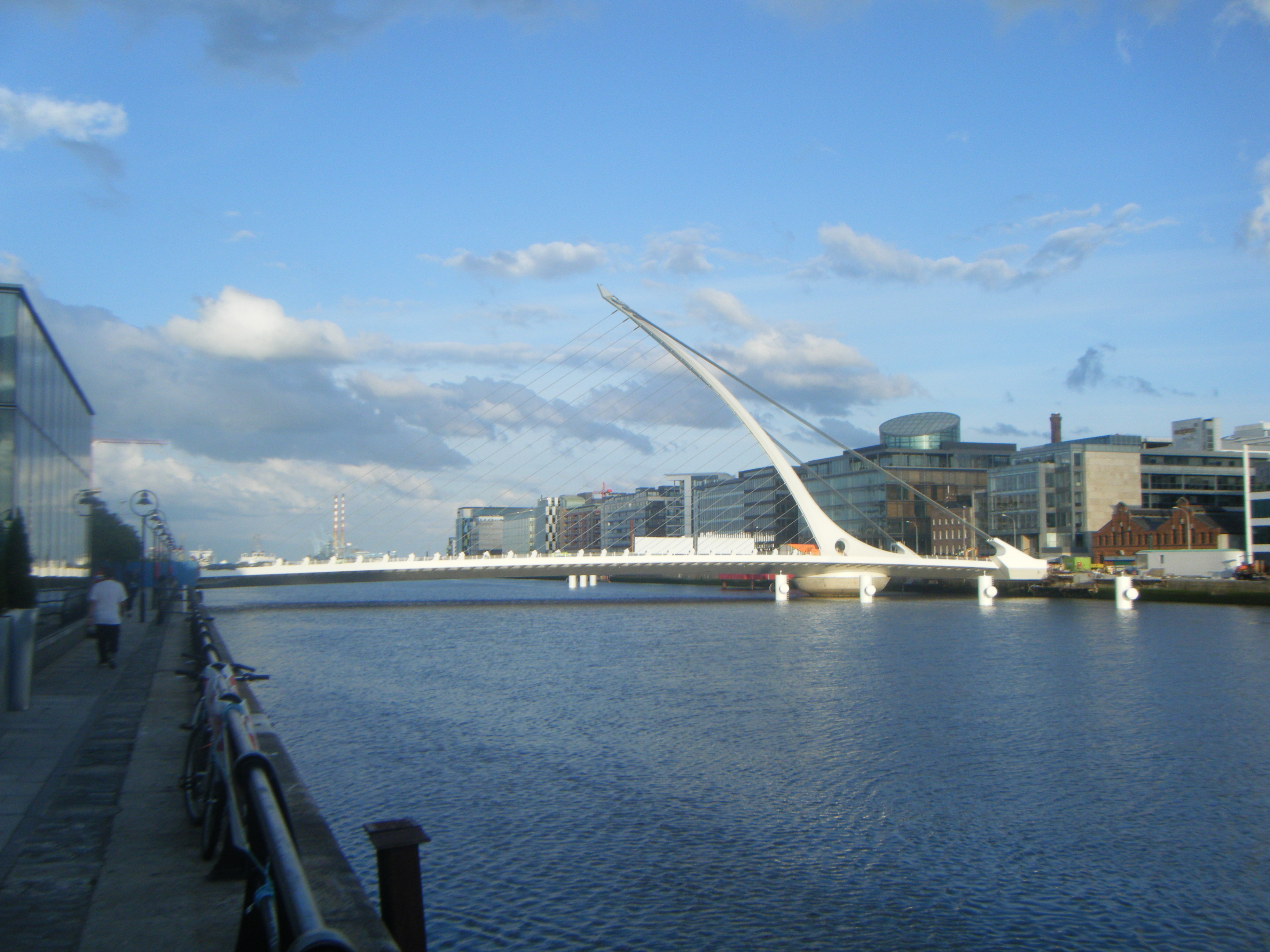